# RCS MediaGroup
RCS MediaGroup (pour Rizzoli-Corriere della Sera) est un groupe d'édition multimédia italien, dont le siège est situé en Lombardie, à Milan, via Angelo Rizzoli 8.

## Histoire
Tout commence avec Angelo Rizzoli, qui est aussi un grand producteur de films : il fonde en 1927 la maison A. Rizzoli and Co et rachète cette année-là à Arnoldo Mondadori le bimensuel Novella qui publie à l'époque des auteurs comme Pirandello. Ciblant un public féminin, en 1930, le tirage moyen était de 130 000 exemplaires. Au cours des dix années qui suivent, Rizzoli, surnommé « Il cumenda », acquiert et développe les périodiques suivants : Annabella, Bertoldo (qui publia les premiers dessins de Federico Fellini), Candido, Omnibus, Oggi et L'Europeo.
À partir de 1949, Rizzoli se lance dans l'édition de livres : des classiques avec la Biblioteca Universale Rizzoli aux éditions en format poche. En 1950 est fondée la Cineriz, maison de production disparue en 1993 et qui eut à son catalogue plus de 150 films (d'Antonioni à Visconti en passant par Fellini, Pasolini ou De Sica).
En 1952, le groupe prend le nom de Rizzoli Editore et le siège est à Milan. En 1960, débute sous la direction d'Andrea Rizzoli (1914-1983), le fils d'Angelo, la construction du Milanello, devenu centre d'entraînement sportif du Milan AC : Andrea devient le patron de l'une des équipes les plus en vue du football européen. En 1974, Andrea rachète pour 40 milliards de lires, une somme inhabituelle à l'époque, le groupe Editoriale Corriere della Sera : par là-même, il acquiert 100 % des parts de la famille Crespi, d'Angelo Moratti et de Giovanni Agnelli qui possédaient à eux trois le groupe éditorial qui publiait le no 1 des quotidiens italiens.
Rizzoli Editore devient alors le 1er groupe de presse italien mais le Corriere della Sera perdait à cette époque près de 5 milliards de lires par an : le taux d'endettement du Groupe Rizzoli augmente alors de façon sensible. En 1977, Rizzoli se porte pourtant acquéreur d'un autre titre : La Gazzetta dello Sport, no 1 en Italie des quotidiens sportifs. En 1978, Angelone Rizzoli (1942-2013), petit-fils d'Angelo, reprend la présidence du groupe et hérite d'une situation pour le moins catastrophique. En 1981, alors qu'il est impliqué dans l'affaire de la loge P2 et de la Banco Ambrosiano, il signe une promesse de ventes d'actions laquelle se révèlera être illégale. En 1983, il est arrêté, lui et son directeur général, Bruno Tassan Din, officiellement pour mise en faillite frauduleuse.
Entre 1982 et 1985, le groupe est placé en redressement judiciaire puis sous contrôle administratif. L’État italien veille à ce que le contrôle de la presse nationale par le groupe ne dépasse pas 20 %. L'actionnariat est redistribué via la GEnerale Mobiliare INteressenze Azionarie - Gemina (46 %), Mittel (11,6 %), etc. La famille Rizzoli ne possède plus que 3,7 % des parts. Le groupe est rebaptisé RCS Editori et renoue bientôt avec la croissance et le désendettement. Le groupe Hachette par exemple se porte acquéreur pour 100 milliards de lires d'actions. Sont alors créées les branches RCS Quotidiani, RCS Periodici et RCS Pubblicità. De nouvelles maisons éditoriales sont acquises comme Bompiani, Fabbri Editori, Sonzogno, Sansoni. Entre 1986 et 1996, le groupe a multiplié par dix son capital.
Dans les années 1990, le groupe Feltrinelli se porte acquéreur des points de vente au détail sur le sol italien (kiosques, librairies) : seule demeure dans la Galleria Vittorio Emanuele II à Milan, la librairie historique fondée par Alberto Rizzoli avant la guerre. En 1997, le groupe intègre une nouvelle holding nommé la H.d.P. (Holding di Partecipazioni Industriali) dans laquelle est présente la Fila.
Le 1er mai 2003, la H.d.P. devient le RCS MediaGroup dirigé par Vittorio Colao qui démissionne en 2006 : Antonello Perricone lui succède. Après plusieurs exercices déficitaires et une augmentation de son endettement, RCS MediaGroup décide en mars 2012 de revendre sa filiale française Groupe Flammarion pour un montant de 300 millions d'euros. Le 26 juin, la proposition de rachat faite par le Groupe Gallimard à hauteur de 251 millions est acceptée par RCS.
En juin 2015, RCS MediaGroup lance un plan de restructuration visant la suppression de 470 postes sur un total de 3 963 salariés, ainsi le Corriere della Sera passe de 330 journalistes à 260. En octobre 2015, Mondadori acquiert RCS Libri, les activités d'éditions de livres de RCS MediaGroup pour 127 millions d'euros. Les deux éditeurs sont au moment du rachat respectivement le premier et le second éditeur d'Italie avec une part de marché de 27 % et 11,7 %. Placé en situation de monopole, Mondadori cède Bompiani à Giunti. En juillet 2016, au terme d'une offre publique d'achat, le groupe Cairo Communication (it) d'Urbano Cairo (it), associé à la banque Intesa Sanpaolo, qui détenait 4,6 % du capital, l'emporte face au financier Andrea Bonomi, représentant Diego Della Valle (Tod's), Mediobanca, UnipolSai et Pirelli, qui détenaient 22,6 % du capital. Il possède désormais 48,82 % du capital de la société.

## Activités
Elles se répartissent suivant cinq domaines :
- Quotidiens : RCS Quotidiani
  - Italie : Corriere della Sera et ses suppléments, La Gazzetta dello Sport et ses suppléments, RCS Sport, liée à La Gazzetta dello Sport, organise des épreuves sportives, dont les compétitions cyclistes suivantes : le Tour d'Italie, Milan-San Remo, Tirreno-Adriatico, le Tour de Lombardie, les Strade Bianche et la Roma Maxima, Urban : quotidien de presse gratuit.
  - Espagne : El Mundo, Marca, Expansión
  - Argentine : El Cronista
  - Chili : Diario Información
  - Portugal : Diário Económico
- Magazines : RCS Periodici (60 %) et Burda (40 %) 
  - Italie : Oggi, Visto, OK La salute prima di tutto, Novella 3000, Astra, Domenica Quiz, Domenica Quiz Mese, Max, L'Europeo, Amica, A, Brava Casa, Donna e Mamma, Dolce Attesa, Insieme, Io e il mio bambino, La guida di Io il mio bambino, Imagine, Dove et Style Magazine, Abitare, Case da Abitare.
  - Espagne : Unidad Editorial avec Telva, Actualidad Economica, El Cultural, La aventura de la historia.
  - Chine : Rizzoli Beijing avec Abitare et Case da Abitare.
- Livres : RCS Libri (pôle racheté par Mondadori en octobre 2015)
  - Italie : Rizzoli Editore, Bompiani, Fabbri Editori, BUR, Sansoni, Lizard, La Nuova Italia, Marsilio Editori, Sonzogno, Archinto, Etas, Adelphi (48 %), Skira (48 %), Rizzoli-Longanesi (50 %), La Coccinella
  - Espagne : La Esfera de los Libros
  - Portugal : A Esfera dos Livros
  - États-Unis : Rizzoli Publications, Universe Publishing
- Régie publicitaire : RCS Pubblicità, Blei (100 %), JCDecaux (48 %)
- Audiovisuel : RCS Broadcast 
  - Avec Finelco (38,9 %) : Radio 105, RMC Italia, Virgin Radio Italia
  - Digicast (productions TV, 100 %) : Yacht and Sail, Lei, Dove
  - Gruppo Dada (Internet, 55 %)  : Groupe Amen, Simply

## Actionnariat
Au 4 avril 2012, l'actionnariat de RCS MediaGroup S.p.A., se présente ainsi : Mediobanca : 23,564 %, Giovanni Agnelli & C., via Fiat : 17,701 %, Italmobiliare : 12,761 %, Fondiaria-SAI : 9,042 %, Pirelli & C : 9,011 %, Intesa Sanpaolo : 8,874 %, Generali : 6,386 %, Sinpar Società di Investimenti e Partecipazioni, via famille Lucchini : 3,506 %, Gruppo Francesco Merloni  : 3,440 % , Mittel Partecipazioni Stabili : 2,205 %, Eridano Finanziaria : 2,112 %, Edison : 1,797 %.
Actionnaires ayant revendus leurs parts en 2010-2011 : Giuseppe Rotelli via Pandette Finanziaria : 7,546 %, Efiparind BV via famille Pesenti : 7,748 %, Dorint Holding S.A. via famille Della Valle : 5,499 %, Premafin Finanziaria via famille Ligresti : 5,461 %, Si.To. Financiere via famille Toti : 5,140 % , Benetton Group : 5,100 %, et Groupe UBS : 3,522 %.